# Pumahuain (Cajatambo)
Pumahuain es una localidad peruana ubicada en el distrito de Huancapón, perteneciente a la provincia de Cajatambo del departamento de Lima, al centro oeste del Perú. 

## Ubicación
Pumahuain se ubica al sur de la provincia de Cajatambo, en el distrito de Huancapón, en el departamento de Lima.

## Demografía
En 2017 Pumahuain tenía una población de 1 habitante y 1 vivienda.